# At Folsom Prison

Capa do álbum

At Folsom Prison é um álbum ao vivo de Johnny Cash, lançado em 1968.
Este álbum está na lista dos 200 álbuns definitivos no Rock and Roll Hall of Fame

## Faixas
1. Folsom Prison Blues

2. Busted

3. Dark as The Dungeon

4. I Still Miss Someone

5. Cocaine Blues

6. 25 Minutes to Go

7. Orange Blossom Special

8. The Long Black Veil

9. Send a Picture of Mother

10. The Wall

11. Dirty Old Egg-Suckin'Dog

12. Flushed From the Bathroom of Your Heart

13. Joe Bean

14. Jackson

15. Give My Love to Rose

16. I Got Stripes

17. The Legend of John Henry's Hammer

18. Green, Green Grass of Home

19. Greystone Chapel